# Hate Crew Deathroll
Hate Crew Deathroll (рус. Смертельный бросок Команды Ненависти) — четвёртый студийный альбом группы Children of Bodom, вышедший в 2003 году.
Hate Crew Deathroll последний альбом группы, на котором играет гитарист Александр Куоппала. Диск был одинаково успешен в Европе и США после появления клипа «Needled 24/7» в эфире MTV2 Headbanger’s Ball. «Needled 24/7» также можно услышать в документальном фильме о хеви метале «Metal: A Headbanger’s Journey».
«You’re Better Off Dead» был единственным синглом с альбома. На песни «Needled 24/7» и «Sixpounder» были сняты видеоклипы.
Песни «Sixpounder» и «Angels Don’t Kill» записаны в строе C G C F A D(Drop C), в котором шестая струна опущена на тон ниже, чем при обычном строе гитар группы(D G C F A D)
Песня «Hate Crew Deathroll» длится 3:33, но трек длится 6:38 в целом. Кажется, что после окончания песни идёт тишина, но если включить звук на максимум, можно услышать голоса участников группы, дурачащихся в студии.
В конце песни «Needled 24/7» звучит семпл: «Смерть? Да что вы знаете о смерти?» (англ. Death? What do y'all know about death?), взятый из фильма Взвод.
В песне «Bodom Beach Terror» звучит семпл из фильма Американский психопат «Моя боль постоянная и острая, и я не желаю лучшего мира никому, фактически я хочу, чтобы мою боль почувствовали другие» (англ. My pain is constant and sharp and I do not hope for a better world for anyone, in fact I want my pain to be inflicted on others). Цитату можно услышать в конце трека. Семпл продолжается в начале следующей песни, «Angels Don’t Kill», со словами «Я хочу, чтобы никто не сбежал» (англ. I want no one to escape.)
Буклет содержит тексты песен «Needled 24/7», «Chokehold (Cocked 'n' Loaded)», «You’re Better Off Dead» и «Hate Crew Deathroll», тексты остальных песен из альбома никогда не были где-либо официально выложены.
«Hate Crew Deathroll» можно услышать в игре EA Skate.

## Список композиций
| №  | Название                        | Текст песни            | Музыка         | Длительность |
| -- | ------------------------------- | ---------------------- | -------------- | ------------ |
| 1. | «Needled 24/7»                  | Алекси Лайхо           | Лайхо          | 4:08         |
| 2. | «Sixpounder»                    | Лайхо                  | Лайхо          | 3:24         |
| 3. | «Chokehold (Cocked 'n' Loaded)» | Лайхо/Куоппала/Сеппяля | Лайхо          | 4:12         |
| 4. | «Bodom Beach Terror»            | Лайхо                  | Лайхо          | 4:35         |
| 5. | «Angels Don't Kill»             | Лайхо                  | Лайхо          | 5:13         |
| 6. | «Triple Corpse Hammerblow»      | Лайхо                  | Лайхо          | 4:06         |
| 7. | «You're Better Off Dead!»       | Лайхо                  | Лайхо          | 4:11         |
| 8. | «Lil' Bloodred Ridin' Hood»     | Лайхо                  | Лайхо/Куоппала | 3:24         |
| 9. | «Hate Crew Deathroll»           | Лайхо                  | Лайхо          | 3:38/6:38    |

| №   | Название                                             | Длительность |
| --- | ---------------------------------------------------- | ------------ |
| 10. | «Silent Scream» (Slayer cover)                       | 3:16         |
| 11. | «Somebody Put Something In My Drink» (Ramones cover) | 3:18         |

| №   | Название                             | Длительность |
| --- | ------------------------------------ | ------------ |
| 12. | «Needled 24/7» (Live In London 2008) | 4:18         |